# 1258 en santé et médecine
| Années de la santé et de la médecine : 1255 - 1256 - 1257 - 1258 - 1259 - 1260 - 1261    |
| Décennies de la santé et de la médecine : 1220 - 1230 - 1240 - 1250 - 1260 - 1270 - 1280 |

Cet article présente les faits marquants de l'année 1258 en santé et médecine.

## Événements

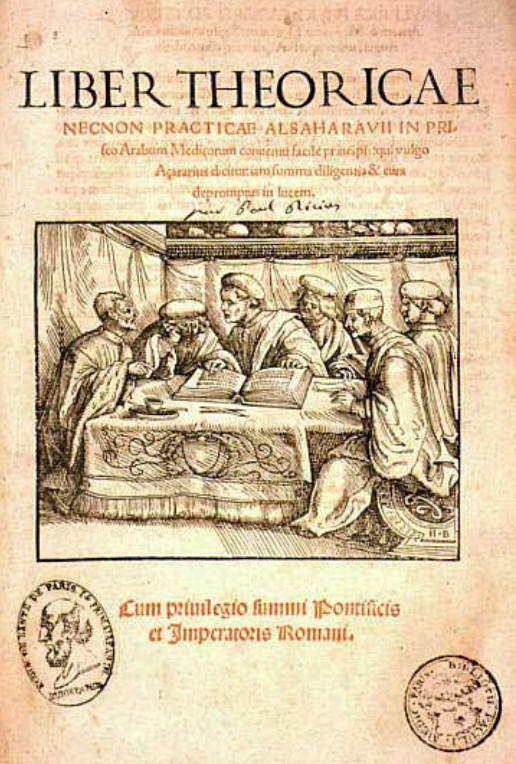
Théorie et pratique d'Aboulcassis

- Avec l'amende infligée à Enguerrand de Coucy pour sa cruauté, le roi Saint Louis fait reconstruire l'hôtel-Dieu de Pontoise, et il en donne la direction aux augustiniennes qui la conserveront jusqu'à la Révolution[2],[3].
- Le roi de France Louis IX donne des statuts à la corporation des apothicaires « qui seront seuls responsables de la préparation et de la vente des médicaments[4] ».
- La république de Venise donne à la corporation des apothicaires des statuts par lesquels il leur est interdit de passer accord avec un médecin[5].
- Fondation par le sire de Beaufort d'une maladrerie près de la ville de Huy aux Pays-Bas[6].
- À Châteaufort en Île-de-France, Mathilde de Marly fonde un hôpital confié aux trinitaires de l'abbaye de Saint-Victor[7].
- 1258-1259 : en abaissant la luminosité et la température, le nuage de gaz soufrés dégagé en Indonésie l'année précédente par l'éruption du volcan Samalas provoque dans toute l'Europe, et plus particulièrement à Londres, la famine dont témoigne le chroniqueur Matthieu Paris dans son Historia Anglorum[8],[9].

## Publication
- Sous le titre de Seper ha-shimmush, Shem-Tob ben Isaac (en), rabbin et médecin espagnol, achève sa traduction[10] des trente volumes du Kitab al-tasrif, œuvre majeure du chirurgien arabe Abulcasis.

## Naissance
- Vers 1258 : Bernard de Gordon (mort avant 1330), médecin français, surtout connu comme auteur du Lilium medicine, traité de médecine pratique abondamment consulté jusque dans les premières décennies du XVIIe siècle[11].